# Jacques Robert (football)
Pour les articles homonymes, voir Jacques Robert et Robert.
Jacques Robert est un footballeur français né le 5 septembre 1950 à Hyères (Var). Ce joueur a évolué au Stade de Reims, au début des années 1970 avec lequel il a joué 70 matches et marqué 2 buts en division 1.
Son père était Gaby Robert, également ancien joueur puis entraîneur.

## Carrière de joueur
- 1971-1976 : Stade de Reims
- 1976-1977 : AS Cannes